# VDRL
VDRL (por su siglas en inglés, Venereal Disease Research Laboratory) es una prueba serológica utilizada en medicina para realizar el tamizaje o cribado (screening) de sífilis, debido a su elevada sensibilidad, mientras que otras pruebas, más específicas, se usan para el diagnóstico de esta enfermedad. La prueba de VDRL comenzó a desarrollarse antes de la Primera Guerra Mundial, con la participación de August von Wassermann y Albert Ludwig Sigesmund Neisser. Modificaciones generales ocurrieron en 1946, las cuales son la base de la prueba actual. Debido a que la prueba del VDRL emplea marcadores indirectos de infección, se le conoce como una prueba para sífilis no-treponemica.

## Mecanismo
El VDRL es una prueba serológica no treponémica para cribado de sífilis, que también se usa para evaluar la repuesta a la terapia, para detectar el compromiso del sistema nervioso central y como ayuda en el diagnóstico de la sífilis congénita. La base de este test radica en detectar anticuerpos (o inmunoglobulinas) producido por un paciente infectado por el agente causal de la sífilis. Específicamente detecta anticuerpos anticardiolipina (IgG, IgM o IgA), visualizados a través de la espuma del fluido en el tubo de ensayo, proceso conocido como floculación.
La prueba de RPR (por sus siglas en inglés Rapid Plasma Reagin) utiliza el mismo antígeno que el VDRL, pero en esa prueba se ha ligado a varias otras moléculas, incluyendo partículas de carbón para permitir la visualización de la floculación sin necesidad de usar un microscopio.

## Interpretación
Un VDRL positivo (reactivo), es un parámetro altamente sugestivo de sífilis, pero nunca sinónimo de esta, por lo que debe evaluarse en combinación con la historia clínica del sujeto y sus antecedentes epidemiológicos. Cuando el resultado de la prueba confirmatoria resulta negativo, se considera que el resultado reactivo del VDRL es un falso positivo y que el sujeto no se encuentra infectado. Si el resultado de una prueba confirmatoria es positivo, se considera confirmado el diagnóstico de sífilis en el paciente y este debe ser referido para tratamiento.
Cualquier enfermedad por espiroquetas causa un VDRL positivo: sífilis, frambesia, pinta, bejel, fiebre recurrente, leptospirosis, enfermedad de Lyme y otras borreliosis. Resultados reactivos también resultan con otras enfermedades infecciosas, como tuberculosis, lepra, neumococo, endocarditis infecciosa, mononucleosis infecciosa, neumonías virales, sarampión, varicela, paludismo y tripanosomiasis. Algunas enfermedades no infecciosas que pueden producir un VDRL reactivo incluyen las anemias hemolíticas autoinmunes, enfermedades del colágeno, síndrome antifosfolipídico primario, ciertas inmunizaciones como el vitiligo; y el embarazo. Los falsos positivos, por lo general, no superan los títulos de dilución de 1/8; y pueden ser transitorios o permanentes, según persistan, o no, más de 6 meses.
El resultado no reactivo (negativo) tampoco descarta sífilis, porque durante el período de incubación de la enfermedad y hasta 15 días después de la aparición del chancro sifilítico, aun no se han producido anticuerpos. Adicionalmente, en pacientes con títulos muy altos de anticuerpos anticardiolipina (1 o 2 % de los pacientes con sífilis) se observa una reacción prozónica que causa falsos negativos.
Durante el embarazo, especialmente en el último trimestre, se produce paso de la inmunoglobulina G a través de la placenta, de manera que una serología positiva en el recién nacido no permite diferenciar entre el traspaso pasivo de anticuerpos maternos y la infección verdadera del recién nacido.